# 百菌清
百菌清（英語：Chlorothalonil）是一种有机化合物，主要用作杀真菌剂。

## 制备
百菌清可由间苯二腈的直接氯化得到，或者通过四氯间苯二甲酰胺利用三氯氧磷脱水得到

## 性质
百菌清是白色固体，在碱性条件下分解，但是在中性或酸性介质中稳定。工业级的百菌清含有痕量的二恶英及二恶英类物质，以及六氯苯杂质。六氯苯杂质是在间苯二腈氯化时产生的。

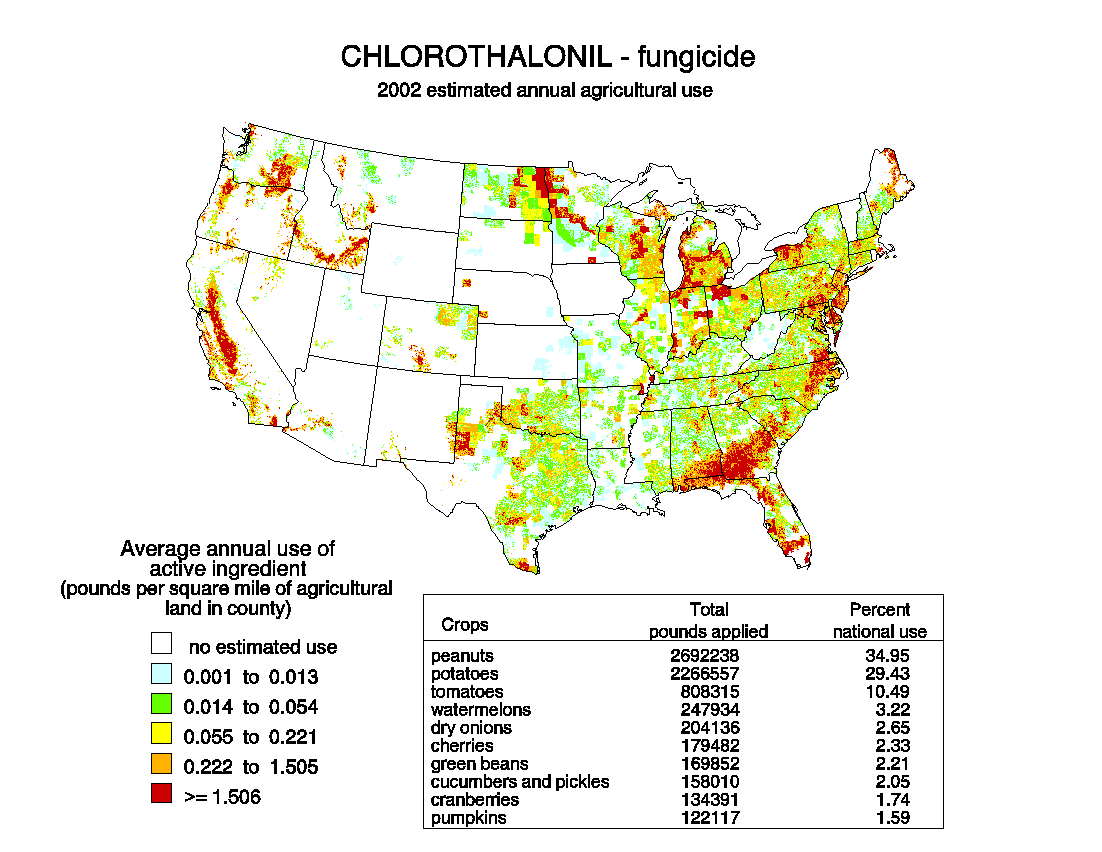
Chlorothalonil use in the US in pounds per square mile in 2002, Source: USGS